# 所有星辰
《所有星辰》（英語：All of the Stars）是英國創作歌手紅髮艾德的一首歌曲，是2014年電影《生命中的美好缺憾》的主題曲之一，並被收錄於《生命中的美好缺憾（原聲帶）》中。歌曲亦為歌手第2張錄音室專輯《x》實體豪華版的附贈曲目之一。
艾德稱歌曲由“受整個電影啟發，希望有些傷感卻能讓人心情愉快，鼓舞人們振作起來。”

## 音樂錄影帶
歌曲的音樂錄影帶於2014年5月9日在YouTube首播。錄影帶不僅展示了電影鏡頭，還有許多粉絲製作的勵志性標語，如（世間的一切都是美麗的）、（你不是累贅）等。 

## 翻唱
賈姬·伊凡柯於2015年8月翻唱了本歌曲，並發行了單曲。

## 榜單
無效榜單輸入 Germany2|66
| 榜單（2014年）                            | 最高 排位 |
| ----------------------------------------- | --------- |
| 加拿大（Canadian Hot 100）                | 67        |
| 法国（法國唱片出版業公會單曲榜）          | 130       |
| 愛爾蘭（愛爾蘭唱片音樂協會单曲榜）        | 29        |
| 蘇格蘭（官方榜单公司單曲榜）              | 31        |
| 英國（官方榜单公司單曲榜）                | 46        |
| 美国（《告示牌》Bubbling Under Hot 100）  | 13        |
| 美國（《告示牌》Billboard Digital Songs） | 49        |